# 170-es évek
Évszázadok: 1. század – 2. század – 3. század
Évtizedek: 120-as évek – 130-as évek – 140-es évek – 150-es évek – 160-as évek – 170-es évek – 180-as évek – 190-es évek – 200-as évek – 210-es évek – 220-as évek
Évek: 170 171 172 173 174 175 176 177 178 179

## Események
- 170 körül a mexikói Oaxacában fekvő Monte Albán fénykorát éli.
- 170-ben Lucius Apuleius megírja az Aranyszamárt.
- 175-ben markomann-háborúk
- 177-ben az első szervezett keresztényüldözés Lugdunumban.
- A markomann háborúk idején Izsán fa-földsáncos tábor épült

## Híres személyek
- Marcus Aurelius, római császár
- Avidius Cassius római császár , keleti ellencsászár (175)
- Eleutherosz pápa (175-189)